# 武田憲彦
武田憲彦(たけだ のりひこ)は、日本の医師、医学者。矢崎義雄（瑞宝大綬章受章者）、永井良三（現皇室医務主管、自治医科大学学長）、小室一成（現国際医療福祉大学副学長）の後を継いで2023年11月に東京大学医学部循環器内科教授に就任した。

## 略歴
平成8年　 東京大学医学部医学科卒業
平成17年　東京大学大学院医学系研究科博士課程修了
平成18年　東京大学医学部附属病院循環器内科助手
平成20年　カリフォルニア大学サンディエゴ校生命科学科分子生物学分野　リサーチフェロー (Randall S. Johnson教授)　
平成23年　東京大学医学部附属病院特任助教
平成26年　東京大学医学部附属病院助教
平成27年　東京大学医学部附属病院特任講師
令和2年　 自治医科大学分子病態治療研究センター（兼附属病院循環器センター内科部門）教授
令和5年　 東京大学医学部循環器内科教授

## 専門分野
循環器内科一般、循環代謝学

## 活動学会
日本内科学会、日本循環器学会、日本血管生物医学会（評議員）、国際心臓研究学会（ISHR）日本部会（評議員）、日本動脈硬化学会、日本生理学会、日本薬理学会、日本抗加齢医学会、欧州心臓病学会 (FESC)

## 栄誉
- 高血圧関連疾患モデル学会 第一回 永井賞[4]

## 書籍
- 実験医学 2020年6月号 Vol.38 No.9 酸素環境と臓器機能[5]

## 関連事項
- 匿名Aによる論文大量不正疑義事件